# Birinci Aral
Birinci Aral är en ort i Azerbajdzjan.   Den ligger i distriktet Ağdaş Rayonu, i den centrala delen av landet, 200 kilometer väster om huvudstaden Baku. Birinci Aral ligger 33 meter över havet och antalet invånare är 1 521.
Terrängen runt Birinci Aral är platt åt sydväst, men åt nordost är den kuperad. Runt Birinci Aral är det ganska tätbefolkat, med 134 invånare per kvadratkilometer.. Närmaste större samhälle är Ağdaş, 10,7 kilometer väster om Birinci Aral.
Trakten runt Birinci Aral består till största delen av jordbruksmark.